# Adrien Lorion
 (mai 2022).
Si vous disposez d'ouvrages ou d'articles de référence ou si vous connaissez des sites web de qualité traitant du thème abordé ici, merci de compléter l'article en donnant les références utiles à sa vérifiabilité et en les liant à la section « Notes et références ».
Pour les articles homonymes, voir Lorion.
Adrien Lorion est un auteur et un directeur artistique québécois né en 1972.

## Filmographie
- 2006 : Cadavre exquis, première édition : Idée originale, conception artistique et graphique
- 2010 : Reggie Chartrand, patriote québécois, film de Jules Falardeau. Conception graphique
- 2014 : Gaetan, le film, film de Jules Falardeau et Naïm Kasmi. Conception graphique
- 2016 : Rébellion, film de Mathieu Trottier-Kavanagh. Conception de l'affiche.
- 2016 : Just Watch Me, film de Jules Falardeau et Benjamin Tessier. Conception de l'affiche.
- 2019 : Attaque d'un autre monde, film de Adrien Lorion.
- 2019 : Journal de Bolivie - 50 ans après la mort du Che, film de Jules Falardeau et Jean-Philippe Nadeau Marcoux. Conception graphique

## Discographie
- 1996 :  Underground Montréal - Volume 1 : Coréalisation. Participation de Roger Tabra.
- 1998 :  Libéré sur Parole (PGC-Select) - Desilusiones. Paroles : Adrien Lorion / Andres Finzi. Musique: David Étienne. Hommage à Domingo Faustino Sarmiento: « On ne tue point les idées »
- 2006 : Cadavre exquis, première édition : Idée originale, conception graphique
- 2009 :  Déraisonnable (Rivage/ DEP)- Bangkok City. Paroles: Adrien Lorion. Musique : David Étienne
- 2009 :  Déraisonnable (Rivage/ DEP) - Alligator. Paroles: David Étienne / Adrien Lorion. Musique : David Étienne
- 2009 :  Déraisonnable (Rivage/ DEP) - L'Anse des Anges. Paroles: Adrien Lorion. / Véronique Bellemare Brière. Musique : David Étienne
- 2010 :  Nous vaincrons - Compilation. Direction visuelle: Adrien Lorion. Réalisation Jules Falardeau / Guillaume Gingras.

## Événements
- 2000 et 2001 : Festibel : Logotype, conception visuelle

## Fonds d'archives
- Fonds Adrien Lorion, Assemblée nationale du Québec.